# Birke Häcker
Birke Häcker (* 1977) ist eine deutsche Rechtswissenschaftlerin und Hochschullehrerin an der Rheinischen Friedrich-Wilhelms-Universität Bonn.

## Leben und Wirken
Häcker studierte ab Oktober 1996 Rechtswissenschaften an der Universität Tübingen. 1997 unterbrach sie ihr Studium in Deutschland und nahm ein Studium des Rechts am Brasenose College der Universität Oxford auf. Nach dem Abschluss diese Studiums 2001 kehrte sie nach Deutschland zurück und setzte an der Universität Bonn ihr deutsches Studium fort. Dieses schloss sie 2004 mit dem Ersten Juristischen Staatsexamen ab. Gleichzeitig war sie Fellow by Examination am All Souls College in Oxford. Nach einer kurzzeitigen stipendienfinanzierten Tätigkeit als Lecturer während und nach ihrer Promotion im Jahr 2007 in Oxford kehrte sie 2009 für ihr Rechtsreferendariat und eine gleichzeitige Tätigkeit als wissenschaftliche Mitarbeiterin an der Universität München abermals nach Deutschland zurück. 2011 legte sie in München ihr Zweites Staatsexamen ab und nahm anschließend einen Lehrauftrag an der Universität München wahr. Gleichzeitig war sie von 2011 bis 2016 wissenschaftliche Referentin am Münchener Max-Planck-Institut für Steuerrecht und Öffentliche Finanzen.
Von 2016 bis 2022 hatte Häcker den Lehrstuhl für Rechtsvergleichung (Statutory Chair in Comparative Law) an der Universität Oxford inne und war Professorial Fellow am Brasenose College. Von 2018 bis 2022 war sie zudem Direktorin des Oxforder Institute of European and Comparative Law (IECL). Seit 2023 hat sie die Schlegel-Professur für Bürgerliches Recht, Common Law und Rechtsvergleichung an der Universität Bonn inne und ist Direktorin des dortigen Instituts für Internationales Privatrecht und Rechtsvergleichung. Seit demselben Jahr ist sie zudem Vorstandsmitglied der Studienstiftung des deutschen Volkes und Mitherausgeberin der Zeitschrift für Europäisches Privatrecht.
2015 erhielt sie den Therese von Bayern-Preis. 2021 wurde Häcker in die Academia Europaea gewählt. 2023 verlieh ihr die Universität Stockholm die Ehrendoktorwürde.
Häckers Forschungsschwerpunkte liegen vor allem im deutschen und englischen Privatrecht, dort vor allem im Schul-, Sachen- und Erbrecht, in der europäischen Privatrechtsvergleichung mit Schwerpunkten auf dem Recht von (neben Deutschland und England) Frankreich, Österreich, der Schweiz, der Niederlande und Spanien, in der Intra-Common-Law Rechtsvergleichung sowie in den Methoden des Privatrechts und der Rechtsvergleichung.